# Willy Loretan

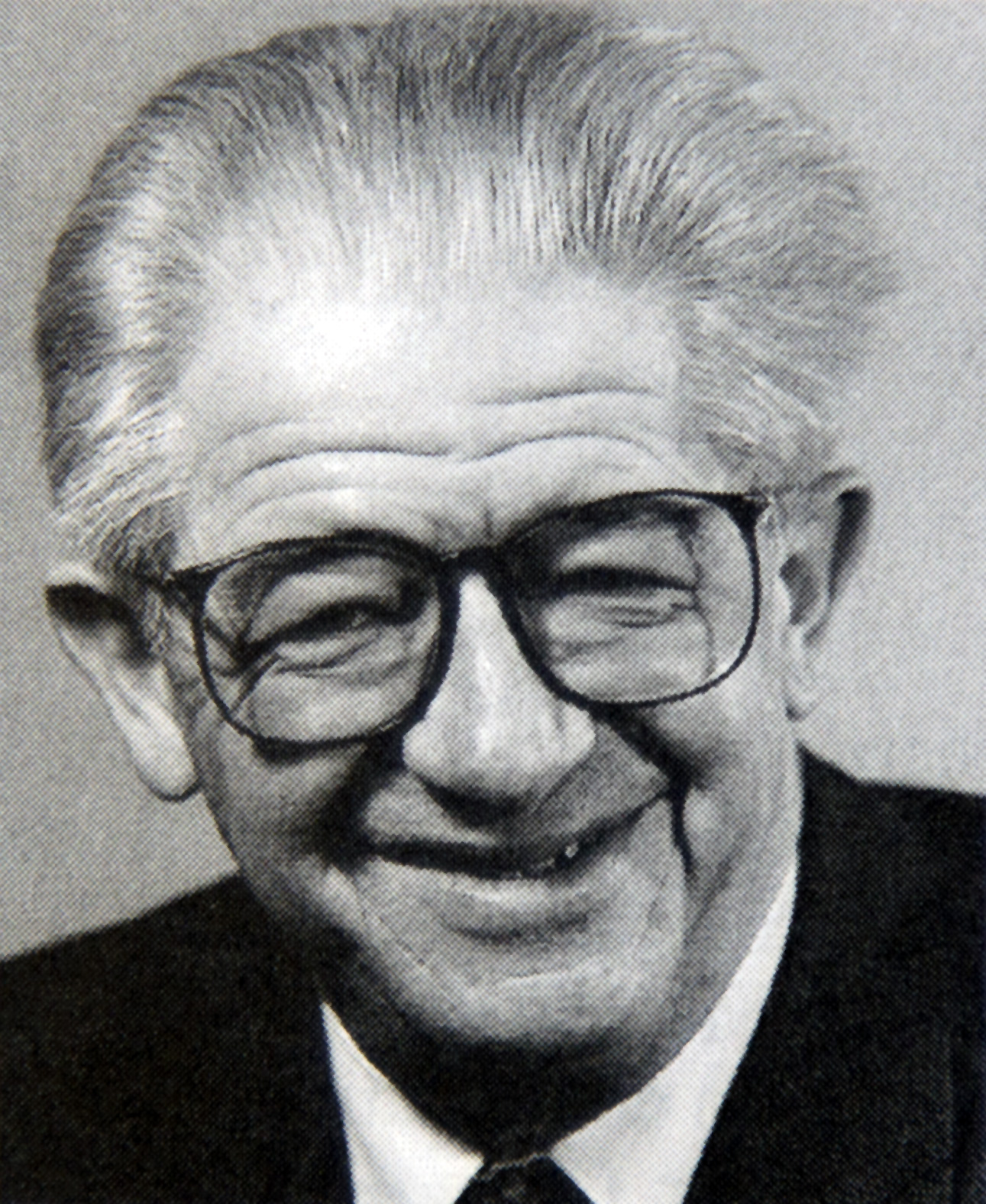
Willy Loretan

Willy Loretan (* 15. Juni 1934 in Basel; heimatberechtigt in Zofingen und Leukerbad) ist ein Schweizer Politiker (FDP). Er vertrat den Kanton Aargau sowohl im Nationalrat als auch im Ständerat.

## Biografie
Der Sohn des Postverwalters von Zofingen absolvierte die Alte Kantonsschule Aarau. Anschliessend studierte er von 1950 bis 1954 Recht an der Universität Lausanne und an der Universität Zürich. In seiner Studienzeit wurde er Mitglied im Schweizerischen Zofingerverein. In der Schweizer Armee hatte er den Rang eines Obersten. Nachdem er 1961 doktoriert hatte, arbeitete er als Gerichtsschreiber am Bezirksgericht Zofingen. 1964 erhielt Loretan das Rechtsanwaltspatent und wechselte zur aargauischen Kantonsverwaltung, wo er im Baudepartement als juristischer Adjunkt tätig war. Von 1966 bis 1973 präsidierte er das Zofinger Bezirksgericht.
Loretans politische Karriere begann 1966 mit der Wahl in den Einwohnerrat von Zofingen. Von 1969 bis 1981 gehörte er dem Grossen Rat des Kantons Aargau an, wo er Fraktionspräsident der FDP war. Von 1974 bis 1992 war er Stadtammann von Zofingen. 1979 wurde er in den Nationalrat gewählt, 1991 folgte die Wahl in den Ständerat. Acht Jahre später zog er sich aus der Politik zurück. Loretan präsidierte von 1982 bis 1992 die Schweizerische Stiftung für Landschaftsschutz, von 1996 bis 2001 den Schweizerischen Zivilschutzverband.